# 盧鑄鼎
盧鑄鼎（？—1657年），山东禹城縣人，清朝官員。

## 生平
順治九年（1652年）壬辰科進士。任江南淮安府推官。順治十四年（1657年），任丁酉科江南鄉試同考官。隨即，科場案發，順治帝從重處罰，同考官全部處絞，家人流放寧古塔。盧鑄鼎已經病故，未及處刑。